# Robert Dinesen
Robert Theodor Camillo Dinesen (Copenaghen, 23 ottobre 1874 – Berlino, 8 marzo 1972) è stato un attore e regista danese.
Robert Dinesen nella sua carriera ha avuto tre matrimoni.

## Filmografia (parziale)

### Attore
- L'abisso (Afgrunden), regia di Urban Gad (1910)
- De fire diævle, regia di Robert Dinesen e Alexander Christian (1911)
- Den farlige leg
- En bryllupsaften, regia di Einar Zangenberg (1911)
- Ungdommens Ret, regia di August Blom (1911)
- Vampyrdanserinden, regia di August Blom (1912)
- En Skuespillers Kærlighed, regia di Martinius Nielsen (1920)

### Regista
- Dr. X (1915)
- En Fare for Samfundet (1916)
- Sphinxes hemmelighed (1918)
- Hotel Paradis  (1917)
- Maharadjahens Yndlingshustru I  (1917)
- Den ny Rocambole  (1917)
- Favoriten  (1917)
- Hjerte Krigen  (1917)
- Mands Vilje  (1918)
- I Opiumets Magt  (1918)
- Hjerteknuseren  (1918)
- De skraa Brædder  (1918)
- Luksuschaufføren  (1918)
- Kammerpigen  (1918)
- Hendes Hjertes Ridder  (1918)
- Gar el Hama V  (1918)
- For Barnets Skyld  (1918)
- Gøglerbandens Adoptivdatter  (1919)
- Hvorledes jeg kom til Filmen  (1919)
- Konkurrencen  (1919)
- Livets Omskiftelser  (1919)
- Jephtas dotter  (1919)
- Die Erbin von Tordis  (1921)
- Ilona (1921)
- Tatjana (1923)
- Claire (1924)
- Malva (1924)
- Im Namen des Kaisers (1925)
- Wenn die Liebe nicht wär! (1925)
- Ariadne in Hoppegarten (1928)
- Der Weg durch die Nacht  (1929)